# Андерсон, Джулиан
Джулиан Андерсон (англ.  Julian Anderson, 6 апреля 1967, Лондон) — британский композитор.

## Биография
Закончил Westminster School. Затем учился у Джона Ламберта в Королевском колледже музыки, у Александра Гёра в Кембриджском университете и, частным образом, в Париже у Тристана Мюрая. Посещал курсы Мессиана, Нёргора, Лигети.

## Карьера
В 2000—2004 возглавлял отделение композиции в Королевском колледже музыки, в 2004—2007 — профессор Гарвардского университета. В 2001—2005 был приглашенным композитором в симфоническом оркестре Бирмингема, в 2005-2007 — в Кливлендском оркестре. В настоящее время — профессор и приглашенный композитор в Гилдхоллской школе музыки и театра. В 2002—2011 — художественной директор серии концертов «Современная музыка» лондонской Филармонии.

## Избранные сочинения
- Диптих для оркестра (1990)
- Хоровод (1994)
- Poetry Nearing Silence, по картинам Тома Филипса (1997)
- The Crazed Moon (1997)
- The Stations of the Sun (1998)
- Фантазия на темы Альгамбры (2000)
- The Bird Sings with its Fingers, четыре хореографических наброска для камерного оркестра (2001)
- Четыре американских хора (2001-2004)
- Imagin’d Corners для пяти валторн и оркестра (2002)
- I saw Eternity для хора а капелла (2003)
- Симфония (2004)
- Часослов для ансамбля и электроники (2004)
- Эдем (2005)
- Heaven is Shy of Earth для меццо-сопрано, хора и оркестра, на стихи Эмили Дикинсон (2006, ред. 2009—2010)
- The Comedy of Change (2009)
- Фантазии для оркестра (2007-2009)
- Колокольная месса для хора и органа (2010)

## Признание
- 1993 — премия Королевского филармонического общества молодым композиторам
- 2004 — премия Британских композиторов за Симфонию
- 2006 — премия Королевского филармонического общества за Часослов
- 2007 — премия фирмы Gramophone за запись Фантазия на темы Альгамбры (Симфонический оркестр BBC под управлением Оливера Кнуссена)